# Pappenheim
För den tyske militären, se Gottfried Heinrich zu Pappenheim.
Pappenheim är en stad i Landkreis Weißenburg-Gunzenhausen i Regierungsbezirk Mittelfranken i förbundslandet Bayern i Tyskland. Folkmängden uppgår till cirka 4 000 invånare.